# 山村謙一
山村 謙一（やまむら けんいち、1921年 - 2007年8月22日）は、東京都出身の映画評論家である。

## 略歴
- 1921年、東京都に生まれる。
- 1944年に京都帝国大学法学部卒業後、先輩を頼って映画雑誌「映画芸術」の編集部員となる。
- 1952～1973年まで東和映画株式会社で宣伝業務を担当する。
- 東和映画を退職し、映画のフリージャーナリストとして活躍する。
- その後は、福岡市総合図書館映像ホール・シネラの上映プログラム運営委員長、同館映像資料収集委員、アジアフォーカス福岡映画祭企画委員長なども務める。
- 2007年8月22日に心不全のため死去。葬儀は24日に福岡県内の斎場で執り行われた。

## 書籍
- チャンバラ映画禁止の通達
- 第3の男
- めぐみ―引き裂かれた家族の30年
- 映画に魅せられて